# Bobrowice (Krosno Odrzańskie)
Pour les articles homonymes, voir Bobrowice.
Bobrowice (prononciation : [bɔbrɔˈvit͡sɛ] ; en allemand : Bobersberg) est un village dans le powiat de Krosno Odrzańskie de la voïvodie de Lubusz dans l'ouest de la Pologne. C'est le siège administratif (chef-lieu) de la gmina de Bobrowice.

## Géographie
La localité se situe sur la rive gauche du Bóbr, dans l'extrême nord-ouest de la région de Basse-Silésie, proche des limites de la Basse-Lusace. Bobrowice se trouve à environ 9 kilomètres au sud de Krosno Odrzańskie, le chef-lieu du powiat, et 29 kilomètres à l'ouest de Zielona Góra, le siège de la diétine régionale. La frontière allemande se trouve à 35 kilomètres vers l'ouest à Gubin.
Les environs se caractérisent par de nombreux lacs et des forêts étendues.

## Histoire
Un fort slave (grad) contrôlant le passage sur le Bóbr existait déjà au IXe siècle. Alors que les domaines dans l'Ouest ont été intégrés dans la marche de l'Est saxonne (Lusace), Bobrowice faisait partie de l'État polonais sous le règne des Piast. Après le décès du duc Boleslas III Bouche-Torse en 1138, il fut intégré dans le nouveau duché de Silésie, gouverné par Ladislas II le Banni et ses descendants. À partir de 1251, les alentours de Krosno étaient entre les mains du duc Conrad II de Głogów. Ils étaient temporairement gagés aux margraves de Brandebourg. En 1329, Bobrowice devient un fief de la couronne de Bohême.

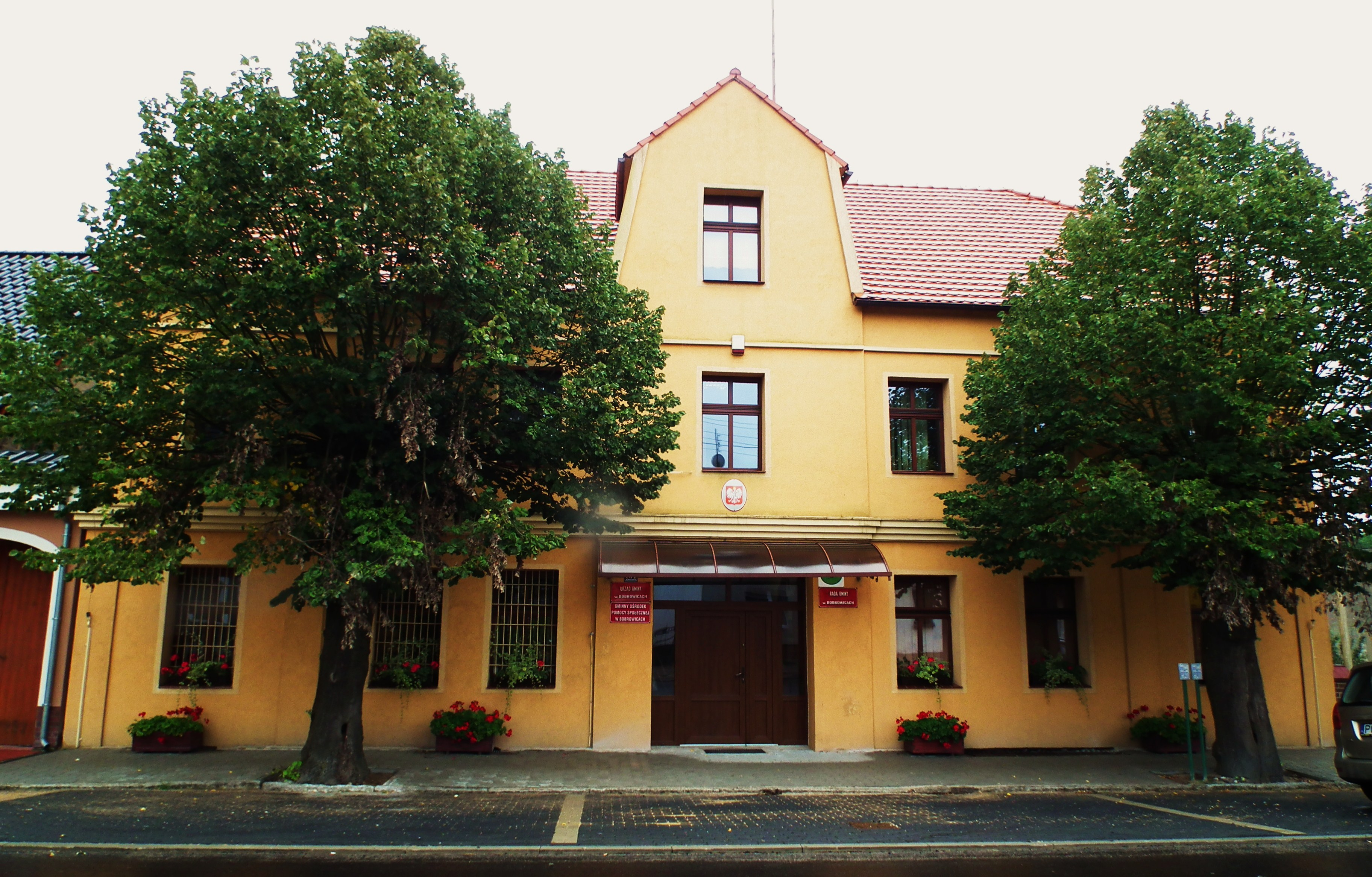
La mairie de Bobrowice.

Lorsque la lignée des Piast s’est éteinte à la mort du duc Henri XI de Głogów en 1476, ses terres silésiennes sont passées aux mains de sa veuve Barbara de Brandebourg, fille d'électeur Albert III Achille. Le cousin d'Henri XI, Jean II de Żagań s'oppose aux prétentions de l'électeur. Ce n'est qu'en 1482, après six années de guerres, qu'un compromis est conclu entre les parties, aux termes duquel les domaines de Krosno sont dévolus au Brandebourg et rattachés à la Nouvelle Marche par les électeurs en 1572.
À partir de 1815, ce village était intégré dans l'arrondissement de Crossen-sur-l'Oder dans le district de Francfort au sein de la province de Brandebourg. Après la Seconde Guerre mondiale, il revient à la république de Pologne (voir évolution territoriale de la Pologne) et la population allemande fut expulsée.
De 1975 à 1998, le village appartenait administrativement à la voïvodie de Zielona Góra. Depuis 1999, il appartient administrativement à la voïvodie de Lubusz